# NGC 552
NGC 552 في الفهرس العام الجديد، هي مجرة، تقع في كوكبة الحوت. اكتشفت في 13 سبتمبر 1784 بواسطة ويليام هيرشل.

## روابط خارجية
- NGC 552 على موقع ويكي سكاي: DSS2, SDSS, GALEX, IRAS, Hydrogen α, X-Ray, Astrophoto, Sky Map, Articles and images